# Championnats d'Europe d'athlétisme par équipes 2010
Navigation
Les 2es Championnats d'Europe d'athlétisme par équipes (en anglais : 2010 European Team Championships) ont eu lieu les 19 et 20 juin 2010 à Bergen (Norvège) pour les épreuves de Super ligue, à Budapest (Hongrie) pour la 1re ligue, à Belgrade (Serbie) pour la 2e ligue, et à Marsa (Malte) pour la 3e ligue.
Légende : les équipes en rouge descendent en division inférieure, les équipes en vert montent en division supérieure.

## Résultats

### Super Ligue
- Lieu : Fana Stadion, Bergen, Norvège

#### Participants
| Russie Royaume-Uni Pologne Allemagne Italie Espagne | France Ukraine Grèce Biélorussie Finlande Norvège |

#### Classement général
| Place | Pays        | Hommes | Femmes | Total |
| ----- | ----------- | ------ | ------ | ----- |
| 1     | Russie      | 165.5  | 214    | 379.5 |
| 2     | Royaume-Uni | 172    | 145    | 317   |
| 3     | Allemagne   | 152    | 152.5  | 304.5 |
| 4     | France      | 148.5  | 141.5  | 290   |
| 5     | Ukraine     | 134    | 153    | 287   |
| 6     | Pologne     | 157.5  | 126.5  | 284   |
| 7     | Italie      | 143.5  | 140    | 283.5 |
| 8     | Biélorussie | 102.5  | 132.5  | 235   |
| 9     | Espagne     | 121    | 97     | 218   |
| 10    | Grèce       | 100.5  | 87     | 187.5 |
| 11    | Norvège     | 61     | 114    | 175   |
| 12    | Finlande    | 94     | 56     | 150   |

#### Tableau synthétique des résultats
| Épreuve / Points  | RUS   | GBR | GER | FRA   | UKR | POL   | ITA   | BLR   | ESP | GRE   | NOR | FIN | Résultats complets |
| ----------------- | ----- | --- | --- | ----- | --- | ----- | ----- | ----- | --- | ----- | --- | --- | ------------------ |
| Premier jour      |       |     |     |       |     |       |       |       |     |       |     |     |                    |
| Lancer du marteau | 6     | 2   | 10  | 9     | 3   | 8     | 11    | 12    | 1   | 4     | 5   | 7   |                    |
| 400 m haies       | 10    | 12  | 7   | 8     | 9   | 4     | 6     | 5     | 0   | 11    | 3   | 0   |                    |
| Saut en hauteur   | 12    | 11  | 3   | 9     | 10  | 4.5   | 7.5   | 4.5   | 6   | 7.5   | 1   | 2   |                    |
| 100 m             | 8     | 12  | 0   | 11    | 5   | 6     | 10    | 7     | 9   | 2     | 3   | 4   |                    |
| 1 500 m           | 5     | 12  | 10  | 3     | 8   | 9     | 11    | 2     | 4   | 1     | 7   | 6   |                    |
| 400 m             | 10    | 12  | 8   | 11    | 5   | 6     | 7     | 1     | 3   | 9     | 2   | 4   |                    |
| Lancer du poids   | 7     | 8   | 11  | 10    | 6   | 12    | 3     | 9     | 5   | 4     | 1   | 2   |                    |
| 5 000 m           | 9     | 12  | 2   | 4     | 10  | 5     | 8     | 3     | 11  | 1     | 6   | 7   |                    |
| Saut en longueur  | 12    | 10  | 7   | 11    | 2   | 5     | 4     | 1     | 8   | 6     | 3   | 9   |                    |
| 4 × 100 m         | 8     | 11  | 10  | 0     | 7   | 9     | 12    | 3     | 6   | 4     | 2   | 5   |                    |
| Second jour       |       |     |     |       |     |       |       |       |     |       |     |     |                    |
| 110 m haies       | 4.5   | 12  | 6   | 4.5   | 2   | 11    | 7     | 9     | 10  | 8     | 1   | 3   |                    |
| 800 m             | 12    | 11  | 9   | 6     | 4   | 10    | 5     | 7     | 8   | 1     | 3   | 2   |                    |
| Triple saut       | 8     | 11  | 3   | 10    | 12  | 5     | 9     | 7     | 4   | 6     | 1   | 2   |                    |
| Lancer du disque  | 10    | 2   | 12  | 5     | 7   | 11    | 3     | 8     | 9   | 4     | 0   | 6   |                    |
| Saut à la perche  | 7     | 0   | 8   | 12    | 5   | 11    | 10    | 3     | 6   | 9     | 2   | 4   |                    |
| 3 000 m steeple   | 5     | 8   | 11  | 7     | 0   | 12    | 6     | 3     | 9   | 2     | 4   | 10  |                    |
| 200 m             | 2     | 8   | 10  | 12    | 9   | 7     | 5     | 3     | 4   | 11    | 1   | 6   |                    |
| 3 000 m           | 10    | 2   | 6   | 9     | 11  | 8     | 7     | 5     | 12  | 1     | 3   | 4   |                    |
| Lancer du javelot | 8     | 5   | 12  | 1     | 9   | 6     | 3     | 7     | 2   | 4     | 11  | 10  |                    |
| 4 × 400 m         | 12    | 11  | 7   | 6     | 10  | 8     | 9     | 3     | 4   | 5     | 2   | 1   |                    |
| Total             | 165.5 | 172 | 152 | 148.5 | 134 | 157.5 | 143.5 | 102.5 | 121 | 100.5 | 61  | 94  |                    |

 Les épreuves sont inscrites par ordre chronologique. 
| Épreuve / Points  | RUS | GBR | GER   | FRA   | UKR | POL   | ITA | BLR   | ESP | GRE | NOR | FIN | Résultats complets |
| ----------------- | --- | --- | ----- | ----- | --- | ----- | --- | ----- | --- | --- | --- | --- | ------------------ |
| Premier jour      |     |     |       |       |     |       |     |       |     |     |     |     |                    |
| 400 m haies       | 12  | 11  | 5     | 4     | 10  | 9     | 8   | 6     | 2   | 1   | 7   | 3   |                    |
| 100 m             | 8   | 9.5 | 6     | 12    | 7   | 4     | 2   | 3     | 5   | 9.5 | 11  | 1   |                    |
| Triple saut       | 10  | 3   | 5     | 7     | 12  | 6     | 8   | 9     | 2   | 11  | 4   | 1   |                    |
| Lancer du disque  | 11  | 6   | 12    | 7     | 10  | 8     | 9   | 5     | 3   | 1   | 4   | 2   |                    |
| 800 m             | 11  | 9   | 3     | 8     | 12  | 2     | 10  | 5     | 4   | 7   | 6   | 1   |                    |
| Saut à la perche  | 12  | 5.5 | 11    | 5.5   | 1   | 10    | 9   | 2     | 4   | 3   | 7   | 8   |                    |
| 3 000 m           | 12  | 6   | 3     | 1     | 5   | 11    | 7   | 8     | 9   | 4   | 10  | 2   |                    |
| 400 m             | 12  | 7   | 5.5   | 8     | 11  | 5.5   | 9   | 10    | 2   | 4   | 3   | 1   |                    |
| Lancer du javelot | 10  | 11  | 12    | 3     | 8   | 2     | 6   | 4     | 7   | 5   | 1   | 9   |                    |
| 3 000 m steeple   | 12  | 9   | 3     | 8     | 2   | 10    | 7   | 5     | 11  | 1   | 6   | 4   |                    |
| 4 × 100 m         | 12  | 9   | 8     | 11    | 10  | 7     | 6   | 5     | 3   | 4   | 2   | 1   |                    |
| Second jour       |     |     |       |       |     |       |     |       |     |     |     |     |                    |
| Lancer du marteau | 11  | 1   | 12    | 9     | 8   | 2     | 4   | 10    | 5   | 7   | 3   | 6   |                    |
| Lancer du poids   | 12  | 4   | 11    | 7     | 3   | 8     | 10  | 9     | 6   | 5   | 2   | 1   |                    |
| 1 500 m           | 4   | 11  | 1     | 9     | 12  | 6     | 8   | 10    | 2   | 5   | 7   | 3   |                    |
| 100 m haies       | 12  | 5   | 11    | 6     | 0   | 8     | 7   | 9     | 4   | 3   | 10  | 2   |                    |
| 200 m             | 11  | 8   | 6     | 10    | 12  | 7     | 4   | 9     | 3   | 5   | 2   | 1   |                    |
| 5 000 m           | 8   | 11  | 12    | 3     | 5   | 7     | 6   | 2     | 9   | 4   | 10  | 1   |                    |
| Saut en hauteur   | 11  | 4   | 10    | 3     | 8   | 1     | 12  | 5.5   | 9   | 5.5 | 7   | 2   |                    |
| Saut en longueur  | 11  | 6   | 5     | 12    | 7   | 8     | 2   | 9     | 3   | 1   | 10  | 4   |                    |
| 4 × 400 m         | 12  | 9   | 11    | 8     | 10  | 5     | 6   | 7     | 4   | 1   | 2   | 3   |                    |
| Total             | 214 | 145 | 152.5 | 141.5 | 153 | 126.5 | 140 | 132.5 | 97  | 87  | 114 | 56  |                    |

 Les épreuves sont inscrites par ordre chronologique. 

#### Podiums
| 100 m | Dwain Chambers Royaume-Uni 9 s 99 (CR)                                                  | Christophe Lemaitre France 10 s 02 (PB)                                                   | Emanuele Di Gregorio Italie 10 s 20 (PB)                                                   |
| 200 m | Martial Mbandjock France 20 s 55 (CR)                                                   | Likoúrgos-Stéfanos Tsákonas Grèce 20 s 69 (PB)                                            | Sebastian Ernst Allemagne 20 s 77 (SB)                                                     |
| 400 m | Martyn Rooney Royaume-Uni 45 s 67                                                       | Leslie Djhone France 45 s 72 (SB)                                                         | Vladimir Krasnov Russie 45 s 74                                                            |
| 800 m | Yuriy Borzakovskiy Russie 1 min 45 s 41 (CR)                                            | Michael Rimmer Royaume-Uni 1 min 45 s 62                                                  | Marcin Lewandowski Pologne 1 min 45 s 74                                                   |
| 1 500 m | Colin McCourt Royaume-Uni 3 min 46 s 70                                                 | Christian Obrist Italie 3 min 46 s 77                                                     | Carsten Schlangen Allemagne 3 min 46 s 89                                                  |
| 3 000 m | Jesús España Espagne 8 min 19 s 39                                                      | Mykola Labovskyy Ukraine 8 min 20 s 01                                                    | Valentin Smirnov Russie 8 min 20 s 11                                                      |
| 5 000 m | Mohammed Farah Royaume-Uni 13 min 46 s 93                                               | Alemayehu Bezabeh Espagne 13 min 49 s 24                                                  | Serhiy Lebid Ukraine 13 min 49 s 90                                                        |
| 3000 m steeple | Tomasz Szymkowiak Pologne 8 min 31 s 53                                                 | Steffen Uliczka Allemagne 8 min 33 s 39                                                   | Jukka Keskisalo Finlande 8 min 33 s 41                                                     |
| 110 m haies | Andy Turner Royaume-Uni 13 s 48                                                         | Artur Noga Pologne 13 s 54                                                                | Jackson Quiñónez Espagne 13 s 67                                                           |
| 400 m haies | David Greene Royaume-Uni 49 s 53                                                        | Periklis Iakovakis Grèce 50 s 13 (SB)                                                     | Aleksandr Derevyagin Russie 50 s 20                                                        |
| 4 × 100 m | Italie Roberto Donati Simone Collio Emanuele Di Gregorio Maurizio Checcucci 38 s 83     | Royaume-Uni Jeffrey Lawal-Balogun Craig Pickering Marlon Devonish Tyrone Edgar 39 s 00    | Allemagne Christian Blum Till Helmke Alexander Kosenkow Martin Keller 39 s 07              |
| 4 × 400 m | Russie Maksim Dyldin Valentin Kruglyakov Pavel Trenikhin Vladimir Krasnov 3 min 01 s 72 | Royaume-Uni Conrad Williams Richard Buck Christopher Clarke Michael Bingham 3 min 03 s 50 | Ukraine Dmytro Ostrovskyy Stanislav Melnykov Myhaylo Knysh Volodymyr Burakov 3 min 04 s 21 |
| Saut en hauteur | Aleksandr Shustov Russie 2,28 m                                                         | Tom Parsons Royaume-Uni 2,25 m                                                            | Andriy Protsenko Ukraine 2,22 m                                                            |
| Saut à la perche | Renaud Lavillenie France 5,70 m                                                         | Przemysław Czerwiński Pologne 5,60 m                                                      | Giuseppe Gibilisco Italie 5,60 m                                                           |
| Saut en longueur | Pavel Shalin Russie 8,26 m (CR)                                                         | Kafétien Gomis France 8,09 m                                                              | Chris Tomlinson Royaume-Uni 7,98 m                                                         |
| Triple saut | Viktor Kuznyetsov Ukraine 17,26 m (PB)                                                  | Phillips Idowu Royaume-Uni 17,12 m                                                        | Teddy Tamgho France 17,10 m                                                                |
| Lancer du poids | Tomasz Majewski Pologne 20,63 m                                                         | Ralf Bartels Allemagne 20,61 m                                                            | Yves Niaré France 20,35 m (SB)                                                             |
| Lancer du disque | Robert Harting Allemagne 66,80 m (CR)                                                   | Piotr Małachowski Pologne 65,55 m                                                         | Bogdan Pishchalnikov Russie 63,72 m                                                        |
| Lancer du marteau | Pavel Kryvitski Biélorussie 77,79 m                                                     | Nicola Vizzoni Italie 77,54 m                                                             | Markus Esser Allemagne 75,79 m                                                             |
| Lancer du javelot | Matthias de Zordo Allemagne 83,80 m (CR)                                                | Andreas Thorkildsen Norvège 82,98 m                                                       | Ari Mannio Finlande 81,71 m                                                                |
| Records et Performances - AR : Record continental (area record) - CR : Record des championnats (championship record) - MR : Record du meeting (meet record) - NR : Record national (national record) - OR : Record olympique (olympic record) - PR : Record paralympique (paralympic record) - PB : Record personnel (personal best) - SB : Meilleure performance personnelle de la saison (season's best) - WL : Meilleure performance mondiale de l'année (world leader) - WJR : Record du monde junior (world junior record) - WR : Record du monde (world record) Circonstances et Conditions - DNF : N'a pas terminé (did not finish) - DNS : N'a pas pris le départ (did not start) - DQ : Disqualification (disqualification) - NM : Aucun essai valable enregistré (No Mark) - Q : Qualifié « directement » au prochain tour (ou à la prochaine compétition), lors d'une compétition majeure, grâce au classement ou à la réalisation des minima (automatic qualifier) - q : Qualifié au prochain tour (ou à la prochaine compétition), lors d'une compétition majeure, grâce au repêchage ou à la réalisation de l'une des meilleures performances parmi celles des « non qualifiés directement » (grâce au meilleur temps ou à la meilleure distance par exemple) (secondary qualifier) |                                                                                         |                                                                                           |                                                                                            |

| 100 m | Véronique Mang France 11 s 23 (CR)                                                                  | Ezinne Okparaebo Norvège 11 s 30                                                          | Laura Turner Royaume-Uni Yeoryía Koklóni Grèce 11 s 31                                         |
| 200 m | Yelizaveta Bryzhina Ukraine 22 s 71 (CR)                                                            | Yuliya Chermoshanskaya Russie 22 s 86 (SB)                                                | Lina Jacques-Sébastien France 23 s 06 (PB)                                                     |
| 400 m | Kseniya Ustalova Russie 51 s 79                                                                     | Antonina Yefremova Ukraine 52 s 47                                                        | Sviatlana Usovich Biélorussie 52 s 91                                                          |
| 800 m | Nataliya Lupu Ukraine 2 min 02 s 74                                                                 | Svetlana Klyuka Russie 2 min 03 s 49                                                      | Elisa Cusma Italie 2 min 03 s 91                                                               |
| 1 500 m | Anna Mishchenko Ukraine 4 min 05 s 32 (CR)                                                          | Hannah England Royaume-Uni 4 min 05 s 70                                                  | Natallia Kareiva Biélorussie 4 min 07 s 98 (PB)                                                |
| 3 000 m | Yelena Zadorozhnaya Russie 9 min 08 s 42                                                            | Renata Plis Pologne 9 min 08 s 94 (PB)                                                    | Ragnhild Kvarberg Norvège 9 min 09 s 59 (PB)                                                   |
| 5 000 m | Sabrina Mockenhaupt Allemagne 15 min 17 s 38 (CR)                                                   | Joanne Pavey Royaume-Uni 15 min 17 s 87                                                   | Karoline Bjerkeli Grøvdal Norvège 15 min 25 s 40 (PB)                                          |
| 3 000 m steeple | Yuliya Zarudneva Russie 9 min 23 s 00 (CR)                                                          | Rosa María Morató Espagne 9 min 42 s 10                                                   | Katarzyna Kowalska Pologne 9 min 43 s 40                                                       |
| 100 m haies | Tatyana Dektyareva Russie 12 s 68 (CR)                                                              | Carolin Nytra Allemagne 12 s 81                                                           | Christina Vukicevic Norvège 12 s 87 (SB)                                                       |
| 400 m haies | Natalya Antyukh Russie 55 s 27                                                                      | Eilidh Child Royaume-Uni 56 s 48                                                          | Anastasiya Rabchenyuk Ukraine 56 s 79                                                          |
| 4 × 100 m | Russie Yevgeniya Polyakova Aleksandra Fedoriva Yuliya Gushchina Yuliya Chermoshanskaya 42 s 98 (CR) | France Lina Jacques-Sébastien Muriel Hurtis-Houairi Johanna Danois Véronique Mang 43 s 47 | Ukraine Olesya Povkh Iryna Shtanhyeyeva Mariya Ryemyen Nataliya Pohrebnyak 43 s 72             |
| 4 × 400 m | Russie Kseniya Zadorina Natalya Ivanova Natalya Antyukh Kseniya Ustalova 3 min 23 s 76 (CR)         | Allemagne Fabienne Kohlmann Esther Cremer Janin Lindenberg Claudia Hoffmann 3 min 26 s 96 | Ukraine Darya Prystupa Anastasiya Rabchenyuk Alina Lohvynenko Antonina Yefremova 3 min 27 s 60 |
| Saut en hauteur | Antonietta Di Martino Italie 2,00 m (SB)                                                            | Svetlana Shkolina Russie 1,98 m (PB)                                                      | Ariane Friedrich Allemagne 1,98 m (SB)                                                         |
| Saut à la perche | Svetlana Feofanova Russie 4,65 m                                                                    | Silke Spiegelburg Allemagne 4,65 m                                                        | Anna Rogowska Pologne 4,40 m                                                                   |
| Saut en longueur | Éloyse Lesueur France 6,78 m (PB)                                                                   | Olga Kucherenko Russie 6,67 m                                                             | Margrethe Renstrøm Norvège 6,49 m (SB)                                                         |
| Triple saut | Olha Saladuha Ukraine 14,39 m                                                                       | Athanasia Perra Grèce 14,37 m                                                             | Yekaterina Kayukova Russie 14,26 m                                                             |
| Lancer du poids | Anna Avdeyeva Russie 19,14 m (SB)                                                                   | Petra Lammert Allemagne 18,31 m                                                           | Chiara Rosa Italie 17,77 m                                                                     |
| Lancer du disque | Nadine Müller Allemagne 63,53 m (CR)                                                                | Natalya Sadova Russie 59,59 m                                                             | Kateryna Karsak Ukraine 57,20 m                                                                |
| Lancer du marteau | Betty Heidler Allemagne 73,24 m                                                                     | Tatyana Lysenko Russie 70,21 m                                                            | Darya Pchelnik Biélorussie 69,86 m                                                             |
| Lancer du javelot | Christina Obergföll Allemagne 59,88 m                                                               | Goldie Sayers Royaume-Uni 59,25 m                                                         | Mariya Abakumova Russie 58,24 m                                                                |
| Records et Performances - AR : Record continental (area record) - CR : Record des championnats (championship record) - MR : Record du meeting (meet record) - NR : Record national (national record) - OR : Record olympique (olympic record) - PR : Record paralympique (paralympic record) - PB : Record personnel (personal best) - SB : Meilleure performance personnelle de la saison (season's best) - WL : Meilleure performance mondiale de l'année (world leader) - WJR : Record du monde junior (world junior record) - WR : Record du monde (world record) Circonstances et Conditions - DNF : N'a pas terminé (did not finish) - DNS : N'a pas pris le départ (did not start) - DQ : Disqualification (disqualification) - NM : Aucun essai valable enregistré (No Mark) - Q : Qualifié « directement » au prochain tour (ou à la prochaine compétition), lors d'une compétition majeure, grâce au classement ou à la réalisation des minima (automatic qualifier) - q : Qualifié au prochain tour (ou à la prochaine compétition), lors d'une compétition majeure, grâce au repêchage ou à la réalisation de l'une des meilleures performances parmi celles des « non qualifiés directement » (grâce au meilleur temps ou à la meilleure distance par exemple) (secondary qualifier) | |                                                                                           |                                                                                                |

### 1religue
- Lieu : Stade Ferenc Puskás, Budapest, Hongrie

#### Participants
| République tchèque Slovénie Roumanie Turquie Belgique Hongrie | Pays-Bas Portugal Estonie Irlande Lituanie Suède |

#### Classement général
| Pos | Pays     | Pts   |
| --- | -------- | ----- |
| 1   | Tchéquie | 355.5 |
| 2   | Suède    | 323.5 |
| 3   | Portugal | 295.5 |
| 4   | Roumanie | 287   |
| 5   | Hongrie  | 275   |
| 6   | Pays-Bas | 274.5 |
| 7   | Belgique | 259   |
| 8   | Irlande  | 240.5 |
| 9   | Turquie  | 224   |
| 10  | Slovénie | 204.5 |
| 11  | Estonie  | 189   |
| 12  | Lituanie | 184   |

### 2eligue
- Lieu : Belgrade, Serbie

#### Participants
| Suisse Serbie Croatie Lettonie | Slovaquie Israël Autriche Moldavie |

#### Classement général
| Pos | Pays      | Pts   |
| --- | --------- | ----- |
| 1   | Suisse    | 207   |
| 2   | Croatie   | 200   |
| 3   | Autriche  | 193.5 |
| 4   | Serbie    | 180.5 |
| 5   | Lettonie  | 179.5 |
| 6   | Slovaquie | 179.5 |
| 7   | Moldavie  | 150.5 |
| 8   | Israël    | 142.5 |

### 3eligue
- Lieu : Marsa, Malte

#### Participants
| Bulgarie Chypre Danemark Bosnie-Herzégovine Islande Luxembourg Géorgie | Azerbaïdjan Monténégro Arménie AASSE Albanie Andorre Macédoine |

#### Classement général
| Pos | Pays               | Pts   |
| --- | ------------------ | ----- |
| 1   | Danemark           | 519   |
| 2   | Bulgarie           | 508.5 |
| 3   | Chypre             | 480   |
| 4   | Islande            | 400   |
| 5   | Bosnie-Herzégovine | 365.5 |
| 6   | Azerbaïdjan        | 364   |
| 7   | Luxembourg         | 341.5 |
| 8   | Arménie            | 324   |
| 9   | Malte              | 287.5 |
| 10  | Géorgie            | 232   |
| 11  | Monténégro         | 214   |
| 12  | Macédoine du Nord  | 210   |
| 13  | Andorre            | 163   |
| 14  | Albanie            | 107   |
| 15  | AASSE              | 94    |